# Ohel cadyków Rabinowiczów w Radomsku

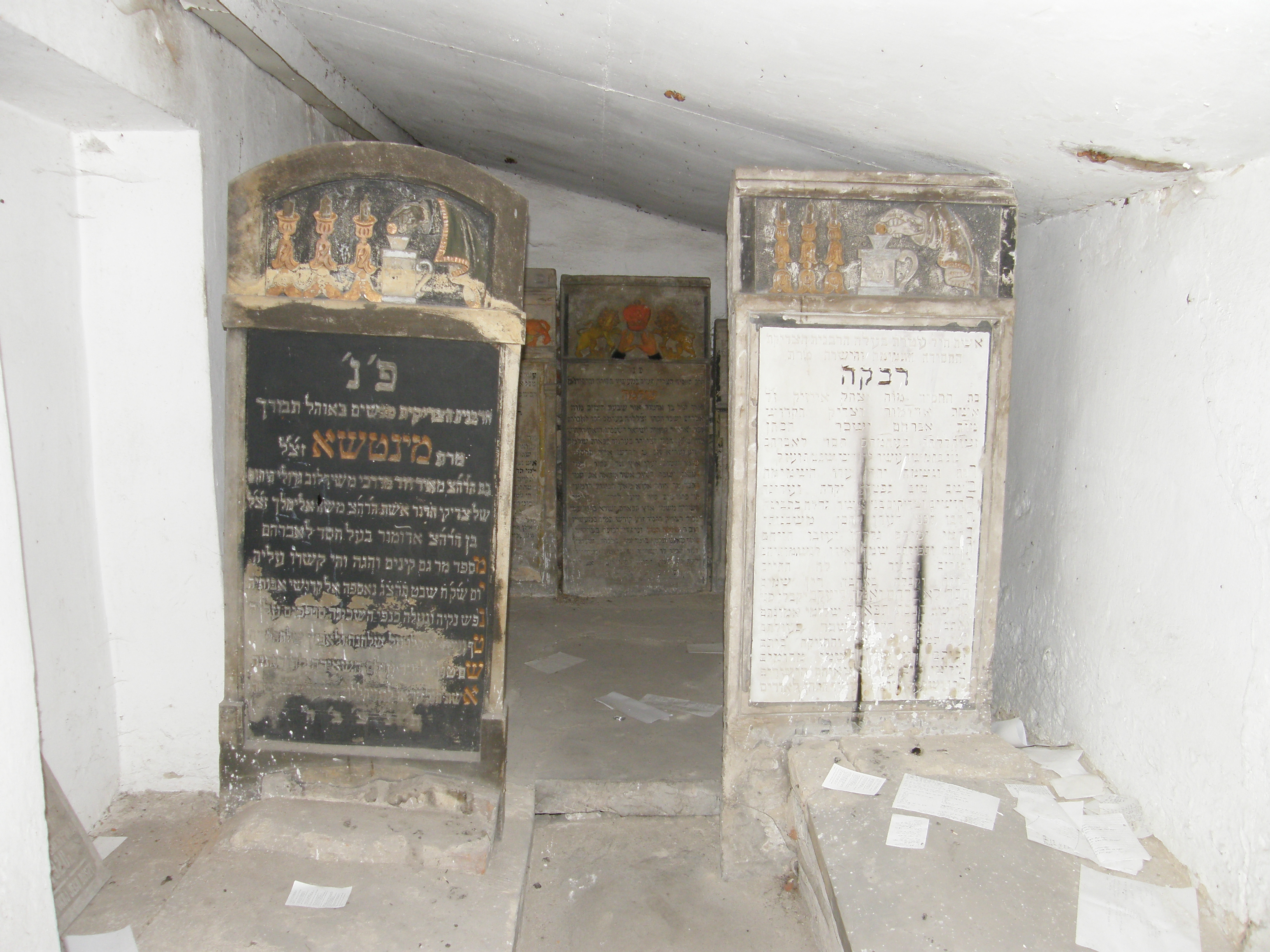
drugie pomieszczenie

Ohel cadyków Rabinowiczów w Radomsku – grobowiec cadyków radomszczańskich i ich rodzin znajdujący się na cmentarzu żydowskim w Radomsku. Jest budowlą murowaną, tynkowaną, nakrytą dachem czterospadowym. Wnętrze podzielone jest na trzy pomieszczenia:
- przedsionek, w którym wisi tablica pamiątkowa,
- sala główna, w której na ścianie na wprost wejścia wiszą cztery małe, współczesne tabliczki,
- drugie pomieszczenie, w której znajduje się pięć starych, piaskowcowych macew.

W ohelu spoczywają następujące osoby:
- Salomon Rabinowicz (zm. 16 marca 1866) – założyciel dynastii radomszczańskich cadyków,
- Cwi Meir Rabinowicz (zm. 7 sierpnia 1902) – syn Salomona,
- Abraham Isachar Dow Rabinowicz (zm. 5 września 1892) – syn Salomona i jego następca,
- Ezechiel Rabinowicz (zm. 10 listopada 1910) – syn Abrahama Issachara i jego następca,
- Salomon Rabinowicz (zm. 23 czerwca 1907) – syn Abrahama Issachara,
- Mojżesz Elimelech Rabinowicz (zm. 19 października 1891) – syn Abrahama Issachara.

Oprócz wyżej wymienionych w obiekcie pochowane są: żona i córka Abrahama Isachara oraz żona Mojżesza Elimelecha.